# Paweł Szałamacha
Paweł Włodzimierz Szałamachaⓘ (ur. 24 stycznia 1969 w Gorzowie Wielkopolskim) – polski polityk, prawnik, radca prawny i publicysta. W latach 2005–2007 wiceminister skarbu państwa, poseł na Sejm VII kadencji, w latach 2015–2016 minister finansów w rządzie Beaty Szydło, od 2016 członek Zarządu Narodowego Banku Polskiego.

## Życiorys
Ukończył studia na Wydziale Prawa i Administracji Uniwersytetu im. Adama Mickiewicza w Poznaniu i w College d'Europe w Brugii oraz roczne studia z zarządzania publicznego na John F. Kennedy School of Government Uniwersytetu Harvarda, uzyskując stopień Master in Public Administration (Mid-Career MPA).
W latach 1994–2004 pracował w kancelarii Clifford Chance w Warszawie. Uczestniczył w zespołach doradczych przy transakcjach prywatyzacyjnych. W 1998 uzyskał uprawnienia radcy prawnego w Okręgowej Izbie Radców Prawnych w Poznaniu, przez kilka lat był ekspertem Centrum im. Adama Smitha. Prowadził też prywatną spółkę prawa handlowego „Horyzont – Technologie Internetowe”. Działał w Unii Polityki Realnej.
Autor publikacji z dziedziny prawa i ekonomii. Publikował m.in. w „MPP”, „Rzeczpospolitej”, „Najwyższym CZASIE!”, „Gazecie Polskiej”. Jest także autorem wydanej w 2009 książki IV Rzeczpospolita – pierwsza odsłona. W 2002 wszedł w skład rady redakcyjnej „Międzynarodowego Przeglądu Politycznego”.
Był współzałożycielem, w latach 2003–2005 członkiem zarządu, zaś od 1 lutego 2008 pełnił funkcję prezesa zarządu Instytutu Sobieskiego (zrezygnował po objęciu w 2011 mandatu poselskiego, został natomiast członkiem rady tej fundacji). Był również ekspertem tej instytucji, zajmującej się tworzeniem programów społeczno-gospodarczych dla życia publicznego w Polsce.
Od 6 grudnia 2005 pracował w Ministerstwie Skarbu Państwa, najpierw na stanowisku podsekretarza stanu, a od 5 stycznia 2006 do 13 listopada 2007 sekretarza stanu, odpowiadając m.in. za sektor finansowy. W 2010 prezydent RP Lech Kaczyński powołał go na członka Narodowej Rady Rozwoju. W wyborach w 2011 został wybrany na posła VII kadencji Sejmu jako bezpartyjny kandydat z ramienia Prawa i Sprawiedliwości, otrzymując w okręgu pilskim 12 009 głosów. W trakcie kadencji Sejmu przez rok przebywał na urlopie bezpłatnym w związku z podyplomowymi studiami z zakresu zarządzania administracją publiczną w John F. Kennedy School of Government w ramach Harvard University. W 2015 bez powodzenia ubiegał się o poselską reelekcję w okręgu poznańskim.
16 listopada 2015 powołany na ministra finansów w rządzie Beaty Szydło. W maju 2016 zdobył rozgłos medialny po ujawnieniu treści listu wystosowanego do prezesa Trybunału Konstytucyjnego Andrzeja Rzeplińskiego, w którym poprosił go o wstrzymanie się z wypowiedziami dotyczącymi kryzysu wokół TK do dnia przedstawienia przez agencję Moody’s wyników oceny wiarygodności kredytowej Polski.
28 września 2016 odwołany ze stanowiska ministra finansów. W październiku tego samego roku prezydent Andrzej Duda na wniosek prezesa NBP Adama Glapińskiego powołał go na członka Zarządu Narodowego Banku Polskiego (w październiku 2022 mianowany na kolejną kadencję). Od sierpnia 2020 do listopada 2024 był przedstawicielem NBP w Komisji Nadzoru Finansowego.

## Życie prywatne
Jest żonaty z dziennikarką i pisarką Beatą Chomątowską.

## Odznaczenia
- 2006: Order Gwiazdy Solidarności Włoskiej II klasy[20]
- 2018: odznaka honorowa „Za zasługi dla bankowości Rzeczypospolitej Polskiej”[21]